# Makiza
Makiza est un groupe chilien de hip-hop, originaire de Santiago, actif entre 1997 et 2000 et entre 2004 et 2006. Leur style musical et leurs paroles sont marqués par la critique politique et sociale, attaquant généralement la dictature militaire chilienne. Ils s'imposent comme l'un des groupes les plus performants de la scène nationale.

## Histoire
Le groupe, qui se forme en 1997, est à l'origine composé d'Ana Tijoux, Seo2 (chant), Squat (DJing) et Cenzi (composition). Ils faisaient tous partie du collectif Demosapiens, qui se consacrait à la culture du hip-hop chilien. Le nom de Makizavient du mot français « maquisard », un résistant à l'occupation nazie qui se cachait dans le maquis.
En 1998, après avoir parcouru les scènes underground de Santiago (avec Tiro de Gracia et La Pozze Latina), ils sortent leur première production intitulée Vida salvaje, qui sort de manière indépendante (réédité en 2025). La polémique suscitée par leurs paroles conduit le groupe à signer avec Sony Music Entertainment en 1999 et à publier son deuxième album, intitulé Aerolíneas. Cet enregistrement se fait remarquer dès son premier single, La Rosa de Los Vientos, qui aborde des sujets tabous tels que la vie en exil. Le quatuor suscite ensuite une vive polémique avec son deuxième single, En paro, dans lequel il s'en prend aux personnalités qui ont collaboré avec la dictature militaire d'Augusto Pinochet.
À la fin de l'année 2000, le groupe se sépare : Ana Tijoux tente sa chance en France, où elle acquiert une certaine notoriété dans la scène underground. Squat émigre également à Paris, mais en tant que membre du groupe Pánico. Cenzi et Seo2 forment Némesis et sortent deux albums, Justicia Divina (Sony Music, 2001) et Hip-hop Héroes (Aguasónica Producciones, 2003).
En janvier 2004, Anita, Seo2 et Cenzi décident de se réunir à nouveau pour enregistrer deux morceaux (Dicen et 100% Staila) pour la remastérisation de l'album Vida Salvaje. En février 2004, ils donnent un concert au Teatro Providencia, qu'ils appellent La Re-Unión, pour promouvoir l'album nouvellement remasterisé. Après cela, Cenzi quitte le groupe et deux nouveaux membres le rejoignent : Sonido Acido et DJ Nakeye (scratch). Avec le succès de l'événement, ils décident de poursuivre le projet Makiza. Après plusieurs mois de composition et de concerts, c'est en octobre 2005 que le groupe sort sa nouvelle production, l'album Casino Royale. Le premier single de cette production est Las cosas de la vida et le second Todo va más lento, qui fait l'objet d'un clip.
En septembre 2006, Seo2 décide de quitter le groupe pour des raisons personnelles. En 2006, ils font partie de l'album hommage Homenaje a Los Jaivas avec le morceau ¿Dónde estabas tú ?

## Discographie

### Albums studio
- 1998 : Vida salvaje (indépendant)
- 1999 : Aerolíneas Makiza (Sony Music Entertainment)
- 2004 : Vida salvaje (Aguasonica Producciones)
- 2005 : Casino Royale (La Oreja)